# José Miguel Cruz
José Miguel Cruz Sánchez es un diplomático chileno, actual director general administrativo del Ministerio de Relaciones Exteriores de Chile. Ha sido delegado de la Cancillería en la Región de Arica y Parinacota, embajador de Chile en Venezuela (2002-2004), Suecia (2008-2012), Canadá (2004-2006) y fue Cónsul General de Chile en Chicago, Estados Unidos.

## Biografía
Cruz ingresó a la Facultad de Leyes de la Universidad Católica de Chile en el año 1971, donde obtuvo el título de abogado.
Su primera asignación en el Servicio Exterior de Chile fue a la Embajada de Chile en Wellington, Nueva Zelanda. Posteriormente, trabajó en el Consulado General en Córdoba, Argentina.
En 1989, fue designado como consejero en la Misión Permanente de Chile ante las Naciones Unidas. Además, en 1991, fue nombrado Consejero y Encargado de Negocios en la ex Unión de Repúblicas Socialistas Soviéticas (URSS).
Cuatro años después, Cruz fue nombrado como director de Recursos Humanos en el Ministerio de Relaciones Exteriores. Más tarde, en 1995, fue designado como ministro consejero de la Misión Permanente de Chile ante la Organización de Estados Americanos (OEA), en Washington D. C.
En enero de 1996, fue transferido a Buenos Aires donde se desempeñó como ministro consejero de la Embajada de Chile en Argentina, cargo que ocupó hasta el año 2000.
En junio de 2002, fue promovido al rango de Embajador y nombrado director general Administrativo de la Cancillería. Siendo embajador de Venezuela hasta el año 2003. Entre los años 2004 y 2006 fue Embajador de Chile en Canadá y, posteriormente, se desempeñó como Cónsul General de Chile en Chicago, Estados Unidos. En el año 2008 es designado embajador de Chile en Suecia, cargo que dura hasta el año 2012.
En el año 2012 asume como Embajador Delegado del Ministerio de Relaciones Exteriores para Arica y Parinacota.